# Premonition (album de John Fogerty)
Pour les articles homonymes, voir Prémonitions.
Albums de John Fogerty
Blue Moon Swamp
(1997) Deja Vu All Over Again
(2004)
Premonition est le premier album live de l'auteur-compositeur-interprète américain de rock John Fogerty sorti en juin 1998.
L'album a été enregistré en public les 12 et 13 décembre 1997 aux Burbank Studios en Californie juste après la fin de la tournée Premonition Tour. John Fogerty y joue des chansons de son répertoire en solo et de son ancien groupe Creedence Clearwater Revival.
Un DVD également intitulé Premonition et paru simultanément propose quatre titres supplémentaires.

## Liste des titres
Toutes les chansons sont des compositions de John Fogerty sauf mentions.
| No  | Titre                      | Auteur                                           | Durée |
| --- | -------------------------- | ------------------------------------------------ | ----- |
| 1.  | Born on the Bayou          |                                                  | 4:54  |
| 2.  | Green River                |                                                  | 4:15  |
| 3.  | Susie Q                    | - Eleanor Broadwater - Dale Hawkins - Stan Lewis | 5:24  |
| 4.  | I Put a Spell on You       | Screamin' Jay Hawkins                            | 5:02  |
| 5.  | Who'll Stop the Rain       |                                                  | 2:57  |
| 6.  | Premonition                |                                                  | 3:18  |
| 7.  | Almost Saturday Night (en) |                                                  | 2:26  |
| 8.  | Rockin' All Over the World |                                                  | 3:32  |
| 9.  | Joy of My Life             |                                                  | 3:55  |
| 10. | Down on the Corner         |                                                  | 2:57  |
| 11. | Centerfield                |                                                  | 3:54  |
| 12. | Swamp River Days           |                                                  | 4:25  |
| 13. | Hot Rod Heart              |                                                  | 3:41  |
| 14. | The Old Man Down the Road  |                                                  | 4:23  |
| 15. | Bad Moon Rising            |                                                  | 2:18  |
| 16. | Fortunate Son              |                                                  | 4:11  |
| 17. | Proud Mary                 |                                                  | 4:01  |
| 18. | Travelin' Band             |                                                  | 2:53  |

Titres supplémentaires sur le DVD
- Bring It Down to Jelly Roll
- A Hundred and Ten in the Shade
- Blueboy
- Walking in a Hurricane

## Musiciens
- John Fogerty – guitare, chant
- Michael Canipe – guitare, chœurs
- Bob Glaub – basse
- Kenny Aronoff – batterie
- Johnny Lee Schell – guitare, chœurs sur Centerfield
- Julia Waters, Maxine Waters et Oren Waters – chœurs sur Premonition, Almost Saturday Night et Down on the Corner

## Classements hebdomadaires
| Classement (1998)                  | Meilleure place |
| ---------------------------------- | --------------- |
| Allemagne (Media Control AG)       | 47              |
| Australie (ARIA)                   | 25              |
| Belgique (Flandre Ultratop)        | 15              |
| Canada (RPM 100 Albums)            | 55              |
| États-Unis (Billboard 200)         | 29              |
| Finlande (Suomen virallinen lista) | 10              |
| Norvège (VG-lista)                 | 2               |
| Pays-Bas (Mega Album Top 100)      | 51              |
| Suède (Sverigetopplistan)          | 1               |
| Suisse (Schweizer Hitparade)       | 38              |

## Certifications
Album
| Pays              | Certification | Unités certifiées |
| ----------------- | ------------- | ----------------- |
| Australie (ARIA)  | Or            | 35 000            |
| États-Unis (RIAA) | Or            | 500 000           |

DVD
| Pays             | Certification | Unités certifiées |
| ---------------- | ------------- | ----------------- |
| Australie (ARIA) | Platine       | 15 000            |